# Martin Holt
Martin Drummond Vesey Holt (* 13. Januar 1881 in London; † 2. November 1956 in Bognor Regis) war ein britischer Degenfechter.

## Erfolge
Martin Holt nahm an fünf Olympischen Spielen teil: bei den Olympischen Spielen 1908 in London sicherte er sich mit Edgar Amphlett, Leaf Daniell, Cecil Haig, Robert Montgomerie und Edgar Seligman die Silbermedaille im Mannschaftswettbewerb. In der Einzelkonkurrenz zog er in die Finalrunde ein, die er auf dem achten Platz beendete. 1912 wiederholte er in Stockholm mit Edgar Amphlett, John Blake, Percival Davson, Arthur Everitt, Cecil Haig, Robert Montgomerie und Edgar Seligman den Mannschaftserfolg mit dem erneuten Gewinn die Silbermedaille. Im Einzel platzierte sich Holt ein weiteres Mal auf Rang acht. 1920 in Antwerpen, 1924 in Paris und 1928 in Amsterdam scheiterte Holt sowohl in der Einzel- als auch der Mannschaftskonkurrenz jeweils in der Vorrunde. 1920 und 1923 wurde er britischer Meister.